# Caisse enregistreuse
Pour les articles homonymes, voir Caisse.

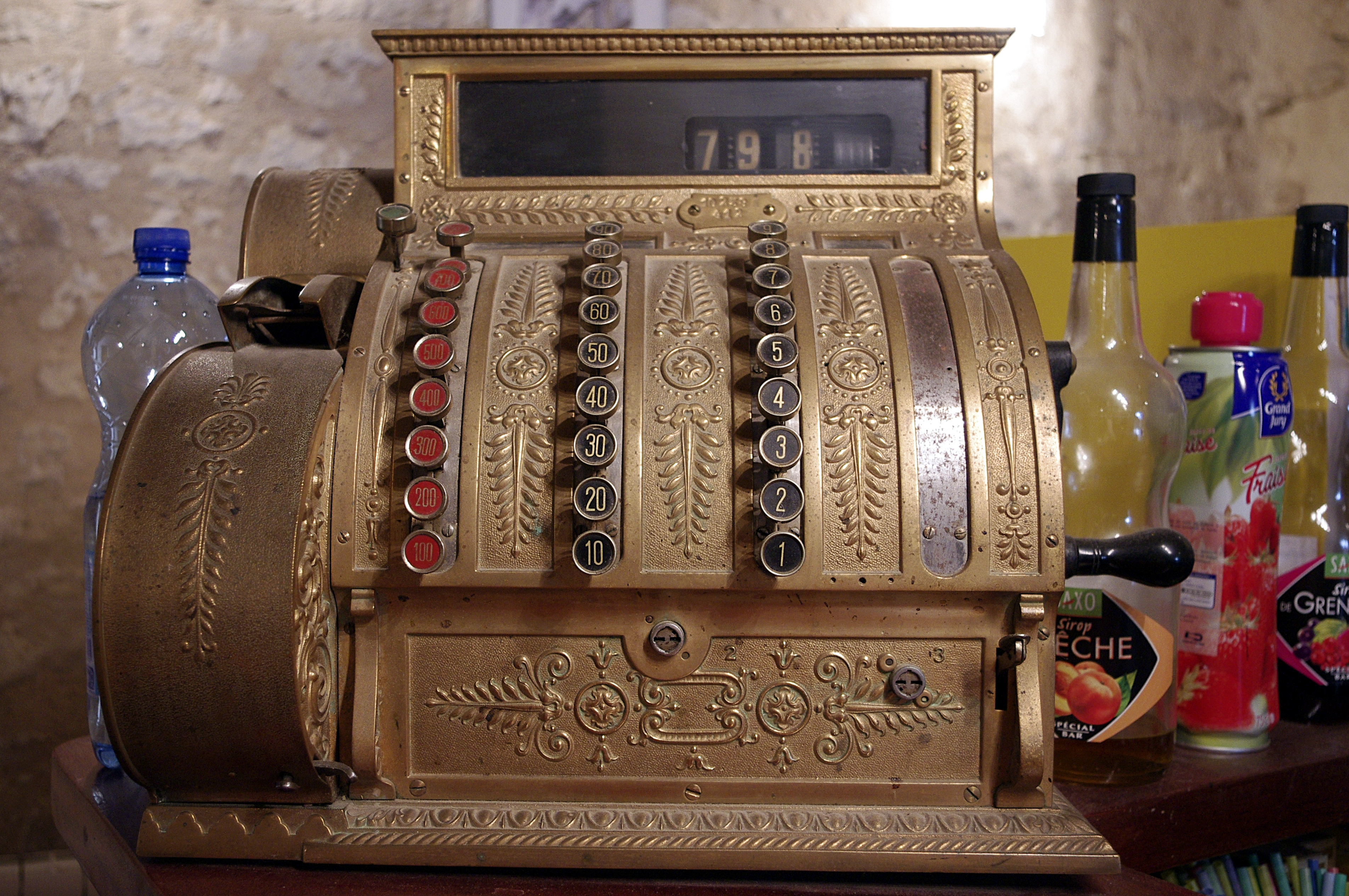
Une ancienne caisse enregistreuse.

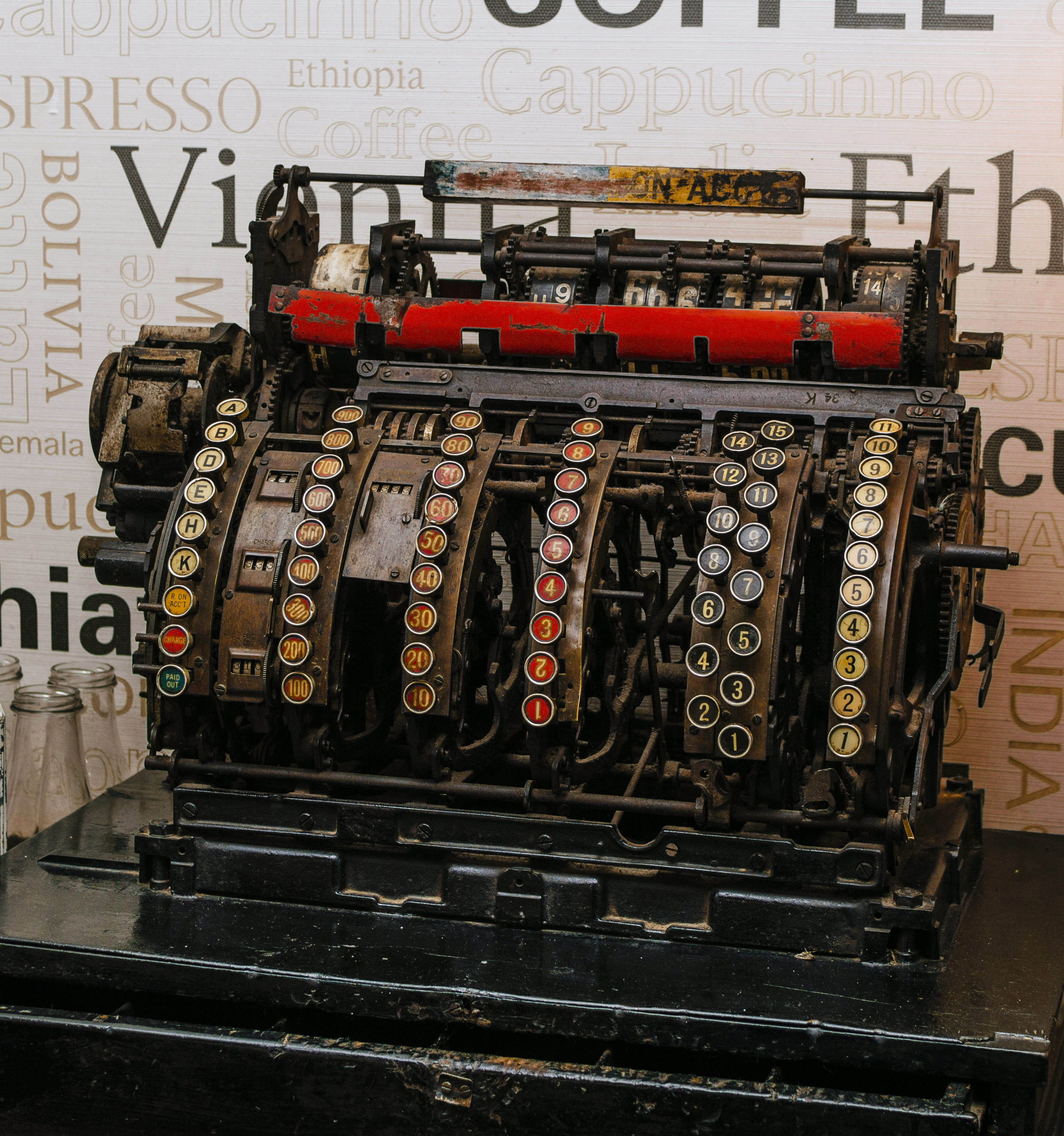
Une autre caisse enregistreuse ancienne à Darjeeling (Bengale-Occidental).

Une caisse enregistreuse est composée d'un clavier, d'une machine à calculer, de deux imprimantes et d'un tiroir-caisse sécurisé. Cette machine est manipulée généralement par un caissier et est souvent associée à un lecteur de code-barres.
Le tiroir-caisse fut inventé dans le but d'éviter les vols faits par les employés. Il ne s'ouvrait qu'après rotation d'une clef, ce  qui générait un son de clochette qui prévenait le patron qu'une transaction avait lieu. On y ajouta une machine à additionner, qui, en mécanisant le calcul, permettait des prix apparemment plus bas (3,97 plutôt que 4), puis la multiplication, pour les articles vendus en quantité ou au poids, et l'impression des sommes sur un ruban. Cette impression se fit rapidement en double, un exemplaire donné au client, l'autre restant pour la comptabilité. Les caisses enregistreuses se sont répandues grâce à la perception de taxes dont la loi demandait la remise d'un reçu au client[réf. nécessaire].
Les caisses enregistreuses modernes enregistrent informatiquement les données, permettant de mettre à jour le stock de produits et de préciser la démarque. La diversité de leurs fonctions les fait appeler plutôt « terminal de point de vente ».

## Histoire
- 1878, 1re caisse enregistreuse inventée par un Américain nommé James Ritty ;
- 1879, dépôt d'un brevet de caisse enregistreuse par James Ritty, qu'il nomme « Ritty's Incorruptible Cashier » (« la caisse incorruptible de Ritty ») ; brevet : US Patent #221,360 ;
- 1884, James Ritty vend son invention à John H. Patterson pour 6 500 $ ;
- 1884, John Henry Patterson [1] fonde la National Cash Register (devenu NCR Corporation) ;
- 1888, caisse enregistreuse Burroughs Corporation américaine ;
- 1906, première caisse enregistreuse à moteur électrique, par Charles Franklin Kettering ;
- 197., 1re caisse enregistreuse électronique[réf. nécessaire] ;
- 197., 1re caisse enregistreuse avec rendeur de monnaie[réf. nécessaire] ;
- 198., 1re caisse enregistreuse à lecture optique[réf. nécessaire] ;
- 2014, création de la NF525 pour harmoniser le fonctionnement d'une caisse enregistreuse[2].

## Fonctions
Primaires :
- addition ;
- impression du ticket de caisse ;
- impression du relevé de caisse ;
- ouverture et fermeture du tiroir-caisse + son de clochette.

Additionnelles :
- multiplication pour calcul des taxes ;
- rendu de la monnaie ;
- lecture optique du prix, écrit en code-barres sur le produit ;
- lecteur de carte de paiement ;
- liaison avec un ordinateur central pour la gestion des stocks ;
- ticket avec désignation des produits ;
- gestion des titres-restaurant ;
- intégration de la vidéosurveillance.

## Les caisses enregistreuses aujourd'hui
À l'heure actuelle, deux grandes familles de caisses enregistreuses cohabitent chez les commerçants : les caisses classiques et les caisses informatisées.
Parmi les caisses classiques, on retrouve majoritairement des caisses électroniques dotées d'un clavier, d'un afficheur digital, d'une imprimante de tickets (généralement matricielle ou thermique) ainsi qu'un tiroir-caisse. Il subsiste quelques caisses mécaniques, mais celles-ci tendent à disparaître. On peut encore en apercevoir dans certaines épiceries de quartier. La principale différence entre une caisse électronique et une caisse mécanique se situe dans l'architecture du mécanisme. Ainsi, une caisse électronique est animée par un processeur de calcul, semblable à ceux qu'on retrouve dans les calculatrices. D'un autre côté, les caisses mécaniques réalisent les opérations mathématiques grâce à un mécanisme complexe.
L'informatique a permis une évolution majeure dans les caisses enregistreuses. En effet, le traitement des données est dorénavant confié à un système informatique qui garantit la pérennité des informations.
IBM a été l'une des premières sociétés à proposer des systèmes d'encaissement utilisant des processus informatiques.
Si à l'origine, seules les grandes chaînes de la distribution avaient les moyens d'investir dans de telles caisses, l'apparition de l'informatique personnelle et sa démocratisation ont permis l'arrivée de caisses enregistreuses fonctionnant sur des ordinateurs compatibles PC.
La position dominante de Microsoft Windows depuis le milieu des années 1990 a incité le développement d'un nouveau marché : celui des logiciels de caisse.
Il existe aujourd'hui des logiciels de caisse personnalisable selon toutes activités, majoritairement sous Windows, qui permettent de transformer un PC en caisse enregistreuse. Ces ordinateurs sont généralement spécifiques afin de supporter l'environnement du point de vente. Ils sont ainsi appelés terminaux de point de vente (TPV).

### En France
Les impôts français ont décidé d'appliquer la loi contre la fraude fiscale et la délinquance économique et financière dans le secteur de la caisse enregistreuse. Le risque d'utilisation frauduleuse d'une caisse enregistreuse rend conjointement responsable le commerçant, le revendeur et l'éditeur du logiciel . En plus, l'article 88 de la loi de finances 2016 impose aux commerçants français assujettis à la TVA l'utilisation d'un logiciel de caisse sécurisé à partir du 1er janvier 2018 , pour ceux qui utilisent une caisse enregistreuse.
Il existe des cas d’exceptions pour l'article article 88 de la loi n° 2015-1785 :
- Les micro-entreprises ayant un CA inférieur à 15 000 € par an [5]
- Activités dédiés totalement au commerce entre entreprises (B2B)
- Des professionnels faisant uniquement des opérations exonérés de TVA
- Forfait de TVA agricole
- Entreprise passant par un intermédiaire comme un établissement de crédit

## Caisse intelligente
Une « caisse intelligente » ou système de caisse enregistreuse (SCE) est un dispositif dont le but est de prévenir la fraude à la TVA dans l'horeca. Il consiste en trois composants : une caisse certifiée, un module de contrôle (FDM) et une carte personnalisée (VSC).
Ce système est obligatoire en Belgique depuis juillet 2016 pour les établissements qui offrent des services de restauration (nourriture et/ou boissons) lorsque le chiffre d'affaires annuel hors TVA boissons exclues dépasse 25 000 euros .
Depuis le 1er janvier 2018, les systèmes de caisse intelligente sont soumis à une loi pour prévenir la fraude à la TVA.
La plupart des solutions de caisses informatiques connectées se sont mises en règle afin de respecter cette loi .